# Trebija
Trebija je naselje v Občini Gorenja vas - Poljane.